# Parafia św. Floriana w Żywocicach
Parafia św. Floriana w Żywocicach – rzymskokatolicka parafia dekanatu Krapkowice.
Na obszarze parafii leżą miejscowości Żywocice, Pietna i Ligota Krapkowicka.
Budowę kościoła parafialnego rozpoczęto w marcu 1984. Kamień węgielny został poświęcony osobiście przez papieża Jana Pawła II podczas jego pielgrzymki na Górę św. Anny w 1983. Kościół ukończono i oddano do użytku w 1989.